# Референдумы в Швейцарии (1877)
Референдумы в Швейцарии проходили 21 октября 1877 года. Из трёх референдумов только федеральный закон по работе на фабриках был одобрен избирателями. Федеральные законы о компенсации за неслужбу в армии и о политических правах переселенцев и переезжающих гражданах были оба отвергнуты.

## Избирательная система
Все три референдума были факультативными. Для одобрения таких референдумов достаточно большинства голосов избирателей.

## Результаты

### Федеральный закон о работе на фабриках
| Выбор                              | Голосов | %    |
| ---------------------------------- | ------- | ---- |
| За                                 | 181 204 | 51,5 |
| Против                             | 170 857 | 48,5 |
| Недействительных/пустых бюллетеней |         | –    |
| Всего                              | 352 061 | 100  |
| Источник: Nohlen & Stöver          |         |      |

### Федеральный закон о компенсации за неслужбу в армии
| Выбор                              | Голосов | %    |
| ---------------------------------- | ------- | ---- |
| За                                 | 170 223 | 48,4 |
| Против                             | 181 383 | 51,6 |
| Недействительных/пустых бюллетеней |         | –    |
| Всего                              | 351 606 | 100  |
| Источник: Nohlen & Stöver          |         |      |

### Федеральный закон о правах переселенцев, кочующих и потере гражданства
| Выбор                              | Голосов | %    |
| ---------------------------------- | ------- | ---- |
| За                                 | 131 557 | 38,2 |
| Против                             | 213 230 | 61,8 |
| Недействительных/пустых бюллетеней |         | –    |
| Всего                              | 344 787 | 100  |
| Источник: Nohlen & Stöver          |         |      |